# Stadhampton
Stadhampton – wieś i parafia cywilna w Anglii, w regionie South East England, w hrabstwie Oxfordshire, w dystrykcie South Oxfordshire. Leży około 8 km na północ od Wallingford, przy drodze A329, w pobliżu rzeki Thame.

## Położenie

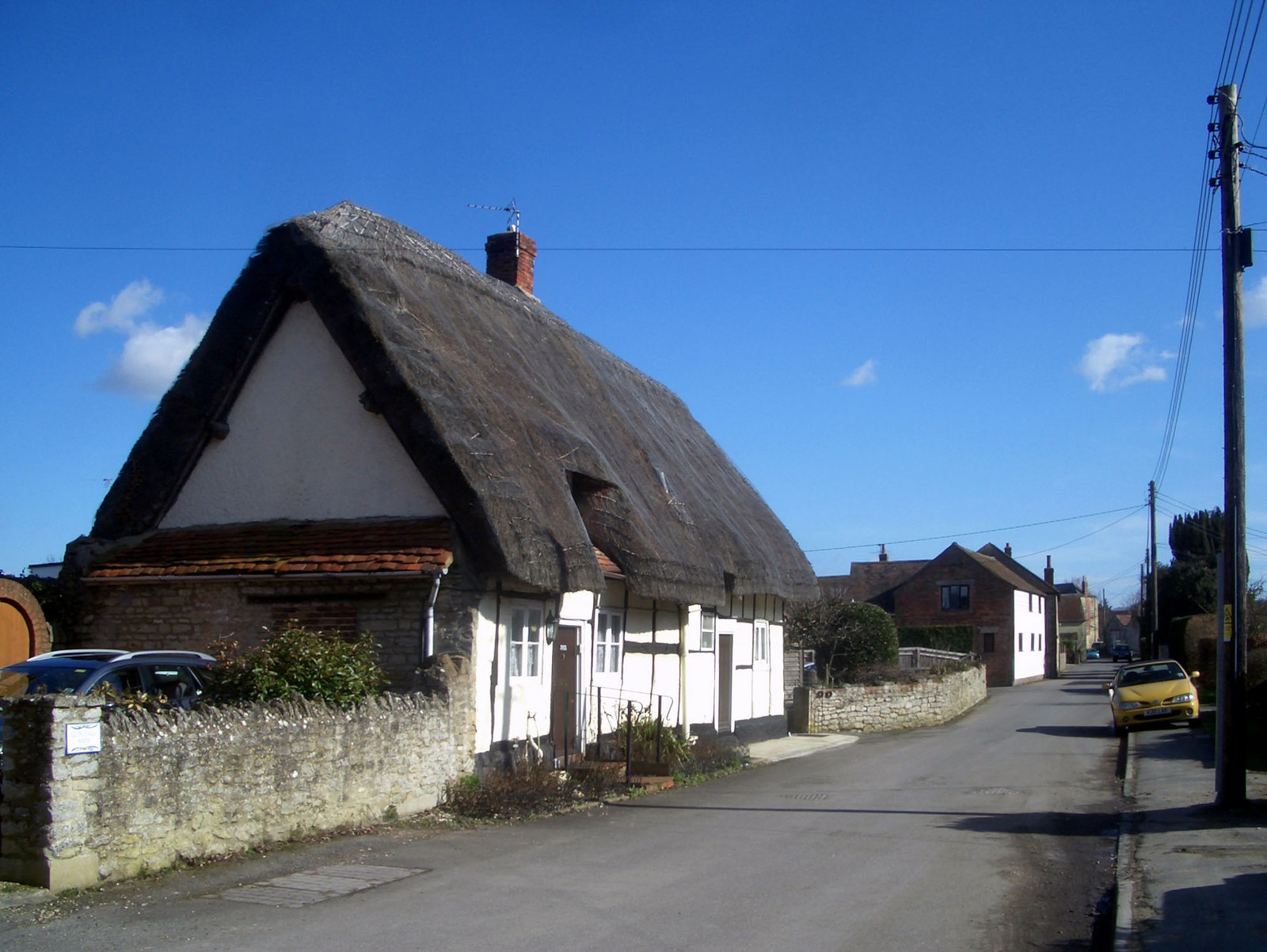
School Lane w Stadhampton

Parafia leży około 16 km na południowy wschód od Oksfordu, swoim zasięgiem obejmuje wsie Stadhampton oraz Chiselhampton, a także osady Brookhampton i Ascott. Przez Chiselhampton przepływa rzeka Thame. Stadhampton i Brookhampton są od siebie oddzielone potokiem, który biegnie przez Chalgrove i wpływa do Thame w okolicach mostu w Chiselhampton.

## Toponimia
Nazwa wsi wywodzi się od słowa Stodham lub Stadham. Skrócone formy okazjonalnie stosowane są do dzisiaj. Stodham najprawdopodobniej pochodzi od dwóch staroangielskich słów: Stod oznaczającego rumaka i ham odnoszącego się do domu lub farmy. Możliwe jest również, że Stod to nazwa własna pochodząca od pierwotnego właściciela gospodarstwa rolnego, jak to jest w przypadku okolicznych wsi Long Wittenham i Little Wittenham, których nazwa pochodzi od Witta's Farm.

## Kościół parafialny
Pochodzący z XIII wieku anglikański kościół parafialny pw. św. Jana Baptysty został w 1875 roku przebudowany i powiększony przez neogotyckiego architekta Edwarda George’a Brutona. Od czasów reformacji w kościele nieprzerwanie obecna jest ta sama kadra duchowieństwa parafialnego, co w kościele pw. św. Marii mieszczącym się w Chiselhampton. W latach 1798–1803 walijski duchowny i pisarz John Roberts piastował w obu parafiach stanowisko księdza.
W wieży kościoła znajduje się ring składający się z czterech dzwonów. Dwa z nich w 1621 roku odlał Henry I Knight z Reading. Dwa kolejne dzwony odlali Mears i Stainbank z ludwisarni z londyńskiej dzielnicy Whitechapel: pierwszy w 1883, drugi w 1884. Obecnie ze względów technicznych dzwony nie są użytkowane.

## Historia gospodarcza i społeczna
W XVIII wieku w Stadhampton pracowało dwóch zegarmistrzów: James Jordan (urodzony około 1751 roku) oraz Thomas Jordan, którzy wspólnie prowadzili działalność. Thomas na przestrzeni lat 1770-1790 wielokrotnie naprawiał zegar umieszczony na wieży kościoła pw. św. Piotra w Great Haseley.
We wsi jest kilka wartościowych pod względem architektonicznym budynków, włączając w nie zabytki drugiego stopnia (Grade II). Budynek, w którym mieścił się pub Black Horse został zbudowany w 1751 roku. Ash Cottage na School Lane, obecnie dom stanowiący funkcjonalną całość, składa się z trzech budynków pochodzących z XVII wieku. Na głównej ulicy znajduje się zbudowana z kamienia, kryta strzechą piekarnia, która działała w latach 1658-1914.

## Udogodnienia
Większość udogodnień parafii mieści się we wsi Stadhampton, włączając szkołę podstawową Stadhampton Primary School, którą przeniesiono ze School Lane na Cratlands Close.
W parafii znajdują się trzy puby: The Coach & Horses Inn w Chiselhampton oraz The Crown i Crazy Bear Hotel w Stadhampton. W miejscowości działa schronisko dla zwierząt The Oxfordshire Animal Sanctuary, sklep oraz urząd pocztowy na stacji benzynowej.